# President del Parlament de Catalunya
El president del Parlament de Catalunya és el diputat que presideix el Parlament de Catalunya i té la representació de la cambra legislativa de la Generalitat. D'acord amb les normes de protocol i cerimonial en l'àmbit de la Generalitat de Catalunya ocupa el segon lloc en l'ordre de precedència de les autoritats, just després del president de la Generalitat. L'actual titular del càrrec és Josep Rull i Andreu.

## Naturalesa jurídica
La naturalesa jurídica del president del Parlament de Catalunya ve definida per l'Estatut d'Autonomia de Catalunya i pel Reglament del Parlament.
L'Estatut d'Autonomia de Catalunya de 2006 preveu a l'article 59 que el Parlament de Catalunya, la cambra legislativa en el marc de la Generalitat de Catalunya, té un president elegit pel Ple de la cambra i remet al Reglament del Parlament la regulació de l'elecció i les funcions.
El Reglament del Parlament en el capítol III del títol III regula la figura del president del Parlament i en determina les seves funcions i l'elecció, sens perjudici d'aquelles altres potestats del càrrec atribuïdes per altres parts del Reglament o per altres lleis.

## Funcions
D'acord amb el qual estableix l'Estatut d'Autonomia de Catalunya i el Reglament del Parlament corresponen al president del Parlament les següents funcions:
- Exercir la representació la cambra.
- Establir l'ordre de les discussions i dirigir els debats amb imparcialitat i atent al respecte degut al Parlament.
- Complir i fer complir el Reglament del Parlament.
- Presidir i dirigir l'actuació de la Mesa del Parlament.
- Presidir i convocar la Junta de Portaveus del Parlament.
- Presidir la Diputació Permanent del Parlament.
- Proposar al Ple del Parlament un candidat a la Presidència de la Generalitat de Catalunya després de la constitució del nou Parlament o en un altre supòsit que s'escaigui l'elecció.
- Exercir aquelles funcions atribuïdes per l'Estatut d'Autonomia de Catalunya, les lleis i el Reglament del Parlament.

En cas de vacant, absència o impediment del president, els vicepresidents del Parlament, per ordre consecutiu, el substitueixen amb els mateixos drets, deures i atribucions.

## Elecció
El president del Parlament és escollit, juntament amb la resta de membres de la Mesa, pel Ple de la cambra d'entre els seus membres en la sessió constitutiva a l'inici de cada legislatura.
La votació per escollir el càrrec es fa per mitjà de paperetes: cada diputat escriu un sol nom i la dipositen dins una urna. Una vegada finalitzada la votació i realitzat l'escrutini és elegit president el qui hagi obtingut la majoria absoluta. En cas de no assolir aquesta majoria, es repeteix l'elecció entre els dos diputats que s'hagin apropat més a la majoria i surt elegit el qui hagi obtingut més nombre de vots. En cas de paritat, s'ha de repetir l'elecció, i, si la paritat persisteix després de quatre votacions, es considera elegit el candidat del grup parlamentari amb més diputats.
En cas de vacant durant la legislatura, aquesta ha de ser proveïda per elecció del Ple de la cambra d'acord amb els paràmetres per escollir el càrrec en la sessió constitutiva.

## Mandat
El mandat del càrrec correspon a la de la durada de la legislatura, que no pot ser superior als quatre anys, i s'esgota quan es dona un dels següents supòsits:
- Per renúncia presentada a la Mesa del Parlament.
- Per una sentència judicial que anul·li l'elecció o la proclamació com a diputat.
- Per decés.
- Per incapacitat declarada per una sentència judicial.
- Per la condemna a una pena d'inhabilitació imposada per una sentència judicial ferma.
- Per l'extinció del mandat quan es constitueix el nou Parlament.

## Llista de presidents
| #  | Legislatura               | President                 | President                         | Inici de mandat        | Fi de mandat           | Partit polític                          | Partit polític                                        |
| -- | ------------------------- | ------------------------- | --------------------------------- | ---------------------- | ---------------------- | --------------------------------------- | ----------------------------------------------------- |
| 1  | 1932/1933                 | Lluís Companys            | Lluís Companys i Jover            | 13 de desembre de 1932 | 12 de juny de 1933     |                                         | Esquerra Republicana de Catalunya                     |
| 2  | 1932/1933                 | Joan Casanovas            | Joan Casanovas i Maristany        | 20 de juny de 1933     | 1 d'octubre de 1938    |                                         | Esquerra Republicana de Catalunya                     |
| 2  | 1934/1939                 | Joan Casanovas            | Joan Casanovas i Maristany        | 20 de juny de 1933     | 1 d'octubre de 1938    |                                         | Esquerra Republicana de Catalunya                     |
| 3  | Josep Irla i Bosch        | Josep Irla i Bosch        | 1 d'octubre de 1938               | 15 d'octubre de 1940   |                        |                                         | Esquerra Republicana de Catalunya                     |
| 3  | Josep Irla i Bosch        | Josep Irla i Bosch        | 1 d'octubre de 1938               | 15 d'octubre de 1940   | Parlament a l'exili    |                                         | Esquerra Republicana de Catalunya                     |
| 4  | Antoni Rovira i Virgili   | Antoni Rovira i Virgili   | 15 d'octubre de 1940              | 5 de desembre de 1949  |                        |                                         | Esquerra Republicana de Catalunya                     |
| 5  | Manuel Serra i Moret      | Manuel Serra i Moret      | 5 de desembre de 1949             | 5 d'agost de 1954      |                        | Partit Socialista Unificat de Catalunya |                                                       |
| 6  | Francesc Farreras i Duran | Francesc Farreras i Duran | 5 d'agost de 1954                 | 10 d'abril de 1980     |                        | Esquerra Republicana de Catalunya       |                                                       |
| 7  | I                         | Heribert Barrera          | Heribert Barrera i Costa          | 10 d'abril de 1980     | 17 de maig de 1984     | Esquerra Republicana de Catalunya       |                                                       |
| 8  | II                        | Miquel Coll i Alentorn    | Miquel Coll i Alentorn            | 17 de maig de 1984     | 4 d'abril de 1988      |                                         | Unió Democràtica de Catalunya                         |
| 9  | III                       | Joaquim Xicoy             | Joaquim Xicoy i Bassegoda         | 16 de juny de 1988     | 5 de desembre de 1995  |                                         | Unió Democràtica de Catalunya                         |
| 9  | IV                        | Joaquim Xicoy             | Joaquim Xicoy i Bassegoda         | 16 de juny de 1988     | 5 de desembre de 1995  |                                         | Unió Democràtica de Catalunya                         |
| 10 | V                         | Joan Raventós             | Joan Reventós i Carner            | 5 de desembre de 1995  | 5 de novembre de 1999  |                                         | Partit dels Socialistes de Catalunya                  |
| 11 | VI                        | Joan Rigol                | Joan Rigol i Roig                 | 5 de novembre de 1999  | 5 de desembre de 2003  |                                         | Unió Democràtica de Catalunya                         |
| 12 | VII                       | Ernest Benach             | Ernest Benach i Pascual           | 5 de desembre de 2003  | 17 de novembre de 2006 |                                         | Esquerra Republicana de Catalunya                     |
| 12 | VIII                      | Ernest Benach             | Ernest Benach i Pascual           | 17 de novembre de 2006 | 16 de desembre de 2010 |                                         | Esquerra Republicana de Catalunya                     |
| 13 | IX                        | Núria de Gispert          | Núria de Gispert i Català         | 16 de desembre de 2010 | 17 de desembre de 2012 |                                         | Unió Democràtica de Catalunya/Demòcrates de Catalunya |
| 13 | X                         | Núria de Gispert          | Núria de Gispert i Català         | 17 de desembre de 2012 | 26 d'octubre de 2015   |                                         | Unió Democràtica de Catalunya/Demòcrates de Catalunya |
| 14 | XI                        | Carme Forcadell           | Carme Forcadell i Lluís           | 26 d'octubre de 2015   | 17 de gener de 2018    |                                         | Independent                                           |
| 15 | XII                       | Roger Torrent             | Roger Torrent i Ramió             | 17 de gener de 2018    | 12 de març de 2021     |                                         | Esquerra Republicana de Catalunya                     |
| 16 | XIV                       | Laura Borràs              | Laura Borràs i Castanyer          | 12 de març de 2021     | 28 de juliol de 2022   |                                         | Junts per Catalunya                                   |
| -  | XIV                       | Alba Vergés               | Alba Vergés i Bosch (en funcions) | 28 de juliol de 2022   | 9 de juny de 2023      |                                         | Esquerra Republicana de Catalunya                     |
| 17 | XIV                       | Laura Borràs              | Anna Erra i Solà                  | 9 de juny de 2023      | 10 de juny de 2024     |                                         | Junts per Catalunya                                   |
| 18 | XV                        | Josep Rull                | Josep Rull i Andreu               | 10 de juny de 2024     | En el càrrec           |                                         | Junts per Catalunya                                   |